# Taranco
Taranco, también  conocida como Taranco de Mena, es una entidad local menor, formada por dos localidades situadas en la provincia de Burgos, comunidad autónoma de Castilla y León (España).

## Etimología
Según E. Bascuas, los topónimos «Taranco» y «Tarancón» serían de origen paleoeuropeo, derivados de la raíz indoeuropea *ter-, «frotar» o «perforar».

## Localización y accesos
Se encuentra ubicada en la comarca de Las Merindades, partido judicial de Villarcayo, Ayuntamiento de Valle de Mena.
Tiene su acceso desde Los Paradores de Taranco. Por carretera, se halla en el punto kilométrico 94 de la carretera autonómica  CL-629  de Sotopalacios  N-623  a El Berrón  BI-636  pasando por Villarcayo y también por el puerto de La Mazorra.

## Importancia histórica
Se considera que Castilla nació testimonialmente el 15 de septiembre del 800 en el hoy desaparecido monasterio de San Emeterio de Taranco de Mena, situado en esta localidad.
En el documento se señala que el territorio estaba bajo el dominio de Alfonso II de Asturias.

"Facta scriptura in era octingentesima trigesima octava die decimo septimo calendas octobris regnante principe Adefonso in Oveto"

"Hecha fue la escritura en la era ochocientas treinta y ocho de octubre, reynando el príncipe Alonso en Oviedo"

En el mismo también indica que el territorio fue «ocupado», bajo la política de repoblación durante el proceso de reconquista por parte de la monarquía asturiana.

"...y entregamos, cedemos y confirmamos por la presente escritura de testamento nuestras almas, nuestros cuerpos y todas nuestras cosas, con quanto hemos ganado y podido aumentar, a saber, caballos, yeguas, bueyes, vacas, jumentos, ovejas cabras, puercos, lechos, vestidos, casullas, libros....y todas las posesiones que con el auxilio de Dios hemos ocupado".

El nombre de Castilla aparece en un documento notarial por el que el abad Vitulo donaba unos terrenos, incluido en el Becerro Galicano del monasterio de San Millán de la Cogolla. En ese documento aparece escrito:

Ego Vitulus abba, quamuis indignus omnium seruorum dei seruus, una cum cogermano meo Erbigio presbytero, cum domnos et patronos meos sanctos Emeteri et Celedoni, cuius basilica extirpe manibus nostris construximus ego Vitulus abba et frater meus Erbigius in loco qui dicitur Taranco in territorio mainense, et sancti Martini, quem sub subbicionem Mene manibus nostris fundauimus ipsam basilicam in ciuitate de Area Patriniani in territorio Castelle et Sancti Stephani, cuius basilicam manibus nostris fundauimus in loco qui dicitur Burcenia in territorio Mainense [...]

Un monolito en el lugar que antaño ocupó el cenobio recuerda dicho hito.
Cada 15 de septiembre se celebra en el lugar una romería conmemorativa de dicho aniversario, impulsada principalmente por movimientos castellanistas. Destacó la celebrada el 15 de septiembre de 2000, en el que se cumplían 1.200 años de este nacimiento testimonial de Castilla.